# August Friedrich Otto Münchmeyer

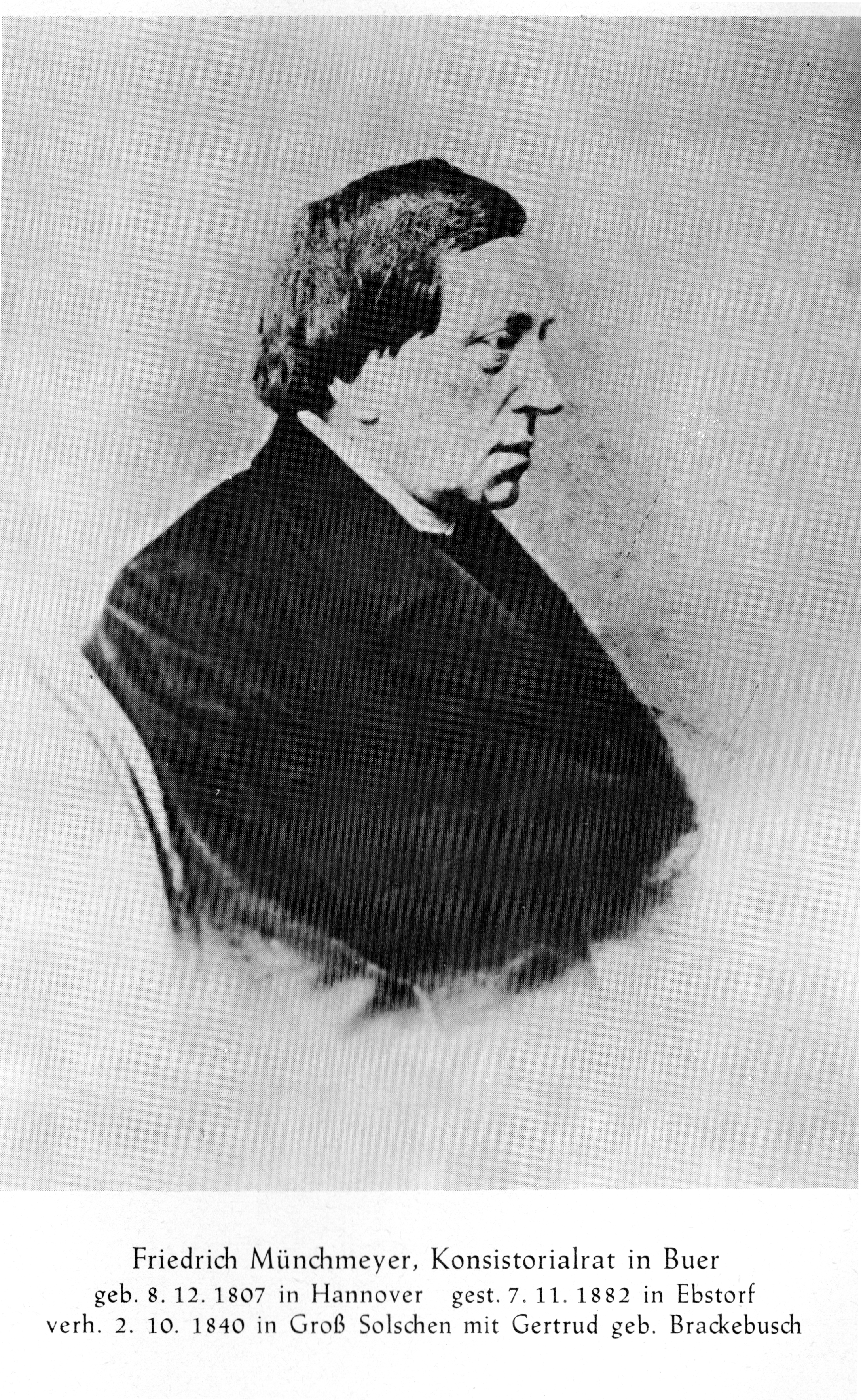
Friedrich Münchmeyer

August Friedrich Otto Münchmeyer (* 8. Dezember 1807 in Hannover; † 7. November 1882 in Ebstorf) war ein deutscher neulutherischer Theologe, Superintendent und Konsistorialrat.

## Leben
August Friedrich Otto Münchmeyer entstammte der  Familie Münchmeyer. Sein Vater August Konrad Münchmeyer (1771–1833) war Hofkaplan an der Neustädter Kirche in Hannover, später Superintendent in Groß-Berkel und in Sievershausen. Auch seine beiden Großväter waren Pastoren.
Von 1827 bis 1830 studierte Münchmeyer Theologie an der Universität Göttingen. Nach seinem ersten bestandenen Examen folgte noch ein Semester in Berlin, wo er unter anderem Friedrich Schleiermacher hörte. In Lamspringe war er von 1840 bis 1851 Pastor. Dann wurde er Superintendent, in Katlenburg von 1851 bis 1855 und in Buer von 1855 bis 1881. In Osnabrück war er von 1855 bis 1880 Konsistorialrat.
1853 gründete er zusammen mit Ludwig Adolf Petri und Rudolf Steinmetz den ersten lutherischen Gotteskastenverein, aus dem sich später der Martin-Luther-Bund entwickelte.
Münchmeyer war mit der Pfarrerstochter Gertrude Brackebusch (1815–1882) verheiratet. Die gemeinsame Tochter Emilie (1846–1925) heiratete den Pastor Gottfried Thimme (1837–1916); Enkel aus dieser Verbindung waren unter anderem der Historiker und Publizist Friedrich Thimme, der Theologe Wilhelm Thimme und die  Pädagogin und Pazifistin Magdalene Thimme. Ein weiterer Enkel (Sohn des Pastors Ludwig Münchmeyer) war der  Pfarrer und Reichsredner Ludwig Münchmeyer.

## Schriften
- Das Dogma von der sichtbaren und unsichtbaren Kirche, 1854
- Das Amt des Neuen Testaments nach Lehre der Schrift und der lutherischen Bekenntnisse, 1851
- Die Leipziger Konferenz am 31. August und 1. September 1853, 1853